# Abisinio (pastel)
El abisinio es un bollo tradicional que consiste en una masa frita rellena de crema. Son muy populares en las ciudades de Valladolid y Medina de Rioseco, si bien también puede ser encontrado en otros puntos de España con algunas diferencias y bajo el nombre de berlina o pepito (ya que estos son horneados y no fritos). También son muy típicos en Cuéllar (Segovia), donde también se denominan abisinios.
En Medina de Rioseco, es muy popular gracias a la cafetería y pastelería "Cubero", de larga tradición familiar desde hace ya cuatro generaciones.

Para su elaboración se utiliza harina, azúcar, sal, huevos, leche, levadura y mantequilla para crear una masa que una vez frita se rellena de crema pastelera.
No se deben confundir con los petisús, que se hacen con masa choux y se hornean. 

## Origen

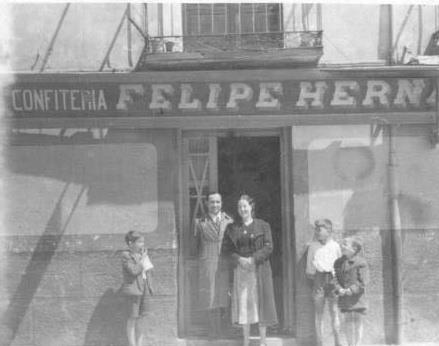
Primer establecimiento Confitería Felipe Hernández 1928

El pastel fue creado en 1935 por Felipe Hernández, de la Confitería El Bombón Valladolid.
Se basó en creaciones que ya estaban triunfando fuera de España, como las berlinas del norte de Europa o los donuts en Estados Unidos, para integrarlas en su confitería “Felipe Hernández” ahora El Bombón Valladolid. Es en este contexto donde surgen los abisinios. 
Atraído por estos productos probó a freír la masa de los suizos, por eso los abisinios no son redondos sino ovalados, rellenándolo con crema de avellanas, adaptándose al gusto de la época. 
El término «abisinio» que da origen al nombre tiene relación con la popularización de la región de Abisinia a finales de la década de 1930 tras la salida del ejército italiano.